# مانچنس
مانچنس (به اسپانیایی: Manchones) یک دهستان در اسپانیا است که در استان ساراگوسا واقع شده‌است. مانچنس ۲۷ کیلومتر مربع مساحت و ۱۲۳ نفر جمعیت دارد و ۷۵۶ متر بالاتر از سطح دریا واقع شده‌است.